# Ofentse Mogawane
Ofentse Mogawane (né le 20 février 1982 à Johannesburg) est un athlète sud-africain, spécialiste du 200 et du 400 m.
Ses meilleurs temps sont :
- 200 m : 20 s 65 à Castres en juillet 2011
- 400 m : 45 s 11 à Malles Venosta en juillet 2006, en altitude (1 000 m)

Il reçoit le témoin d'Oscar Pistorius pour battre le record d'Afrique du Sud du relais 4 × 400 m à Daegu 2011 ce qui les qualifie pour la finale.
6e à Bambous en 2006, demi-finaliste aux Jeux du Commonwealth de la même année, il participe également aux Championnats du monde d'Helsinki en 2005.
En 2007, à la suite d'un échantillon prélevé en juin 2006 à Alger, il reçoit un avertissement pour dopage au méthylprednisolone. 
En 2011, le Sud-Africain remporte la médaille d'argent du relais 4 × 400 mètres lors des Championnats du monde de Daegu aux côtés de Shane Victor, Willem de Beer et L. J. van Zyl, dans le temps de 2 min 59 s 87, s'inclinant finalement face à l'équipe des États-unis.